# Trommetsheim

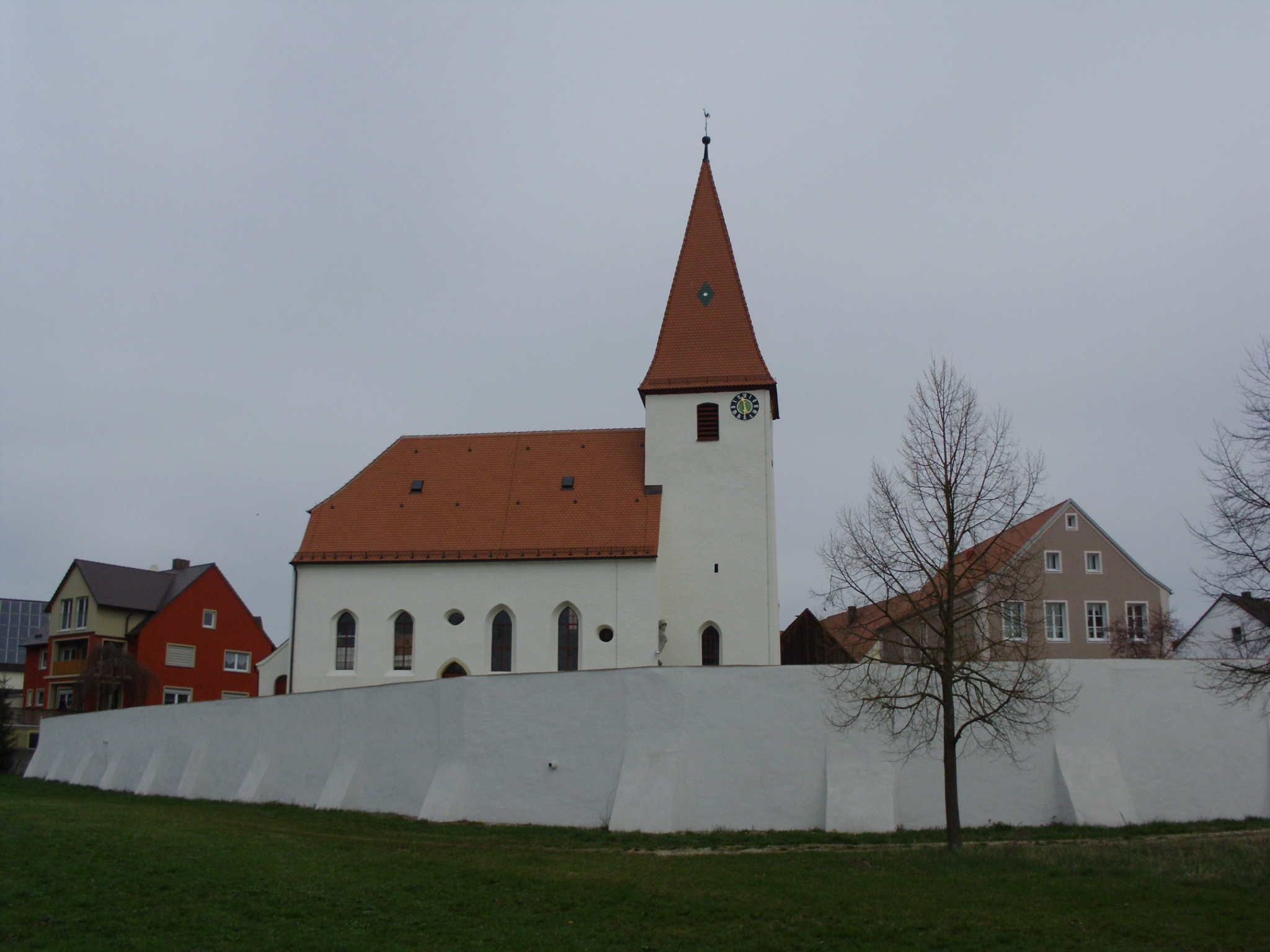
St. Emmeram

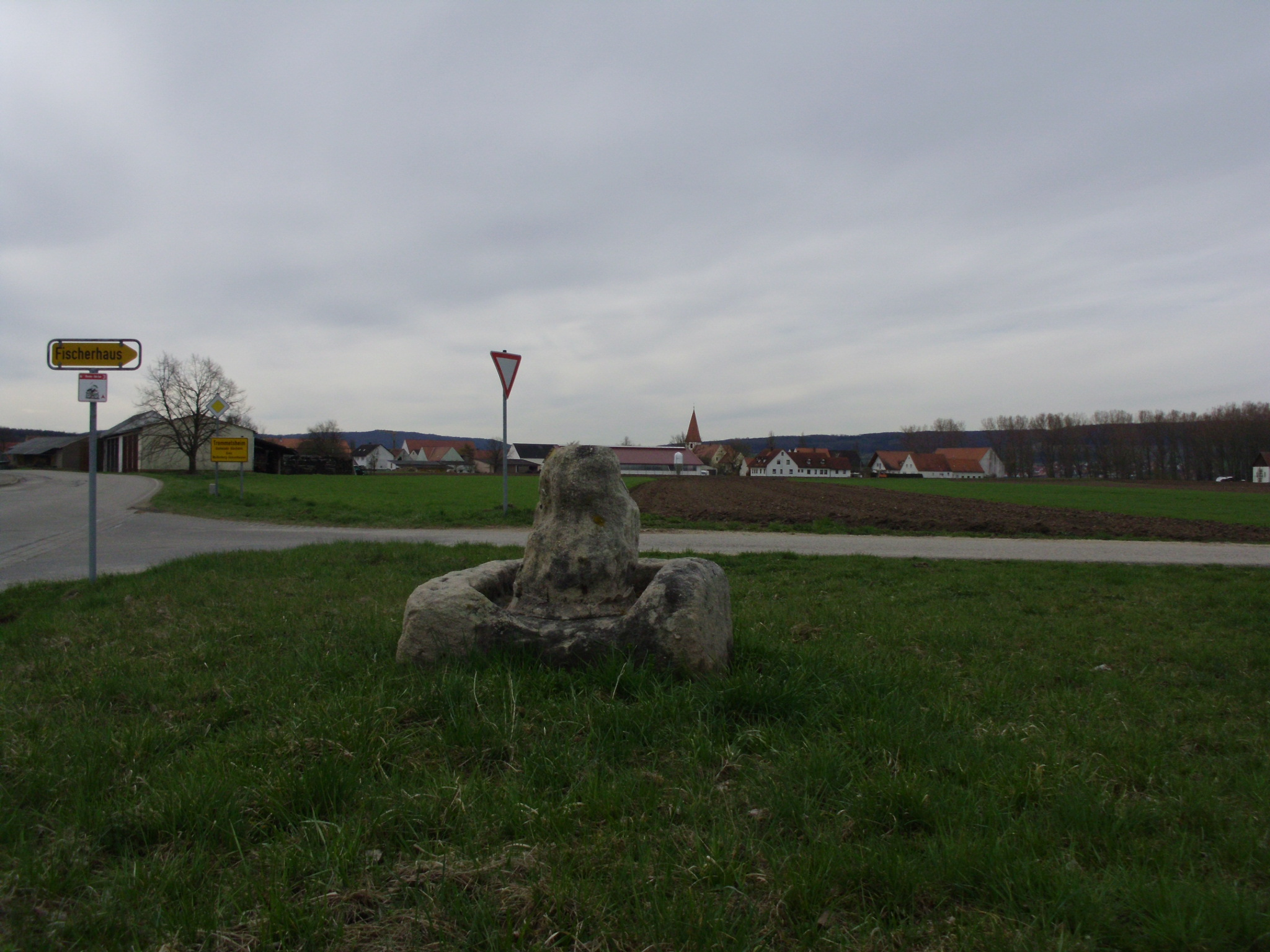
Mittelalterliches Flurdenkmal (Steinstele auf beckenartigem Basisstein)

Trommetsheim ist ein Gemeindeteil der Gemeinde Alesheim im Landkreis Weißenburg-Gunzenhausen (Mittelfranken, Bayern). Die Gemarkung Trommetsheim hat eine Fläche von 8,741 km². Sie ist in 1265 Flurstücke aufgeteilt, die eine durchschnittliche Flurstücksfläche von 6909,63 m² haben. In ihr liegt neben dem namensgebenden Ort der Gemeindeteil Lengenfeld und das Fischerhaus.

## Geografie
Das Pfarrdorf Trommetsheim befindet sich zwischen Kattenhochstatt und Meinheim, rund 1,7 Kilometer von Alesheim entfernt. Die Altmühl fließt im Westen am Ort vorbei. Nördlich von Trommetsheim mündet der Störzelbach, südlich der Lüßgraben in die Altmühl. Südöstlich befindet sich der nach dem Ort benannte Trommetsheimer Berg (511 m). Die Kreisstraßen WUG 3 und WUG 4 bilden die Hauptstraßen des Ortes und verbinden Trommetsheim mit der nahen Staatsstraße 2230.

## Geschichte
Um Trommetsheim herum gibt es mehrere Wüstungen und andere Siedlungsspuren aus verschiedenen Epochen. Nördlich des Ortes verlief in der Römerzeit eine Straße.
Im Jahr 750 wurde der Ort als „Trutmundesheim“ in einer Schenkungsurkunde an das Kloster Fulda erstmals urkundlich erwähnt, womit er zu den ältesten Siedlungen des heutigen Landkreises Weißenburg-Gunzenhausen gehört. Um 1040 weihte der Eichstätter Bischof Gundekar II. die Dorfkirche. Im Bayerischen Krieg (1420–1422) wurde der Ort 1420 während eines Kampfes niedergebrannt; die drei Adelsfamilien von Trommetsheim starben aus. Ab dem 16. Jahrhundert wechselten die Marschälle von Pappenheim und die Grafen von Ansbach immer wieder ihre Rollen als Grundherren von Trommetsheim.
Bis zur Gemeindegebietsreform war Trommetsheim eine selbständige Gemeinde. 1978 wurde sie zusammen mit ihrem Gemeindeteil Lengenfeld in die Nachbargemeinde Alesheim eingegliedert.

## Sehenswürdigkeiten
Die St. Emmeramkirche wurde um 1040 geweiht. 1689 bis 1702 erfolgte ein Bau oder Umbau des Kirchturms. 1702 wurde die Kanzel, 1704 die Orgel und 1707 der Hochaltar aufgestellt. Der Turm wird von einem Spitzhelm gekrönt.

## Flugzeugabsturz am 13. Oktober 1973
Am 13. Oktober 1973 streifte ein Kampfflugzeug der United States Air Force (USAF) des Typs McDonnell F-4E Phantom II (67-0225) im Tiefstflug einen Transportpanzer vom Typ M113 und stürzte zwischen Trommetsheim und Kattenhochstatt ab. Die beiden Piloten und zwei Soldaten des Panzers kamen ums Leben.

## Sonstiges
Im alten Schulhaus befindet sich die Gemeindebücherei Trommetsheim. Sie hat einen Bestand von rund 3.000 Büchern und 200 Kassetten / CDs. Die Ausleihe ist kostenlos.
Trommetsheim ist für seine Storchenpopulation bekannt. 1966 wurde der 15 Meter hohe Kamin der ehemaligen Molkerei auf dem Gelände der Raiffeisenbank zu einem Nistplatz. Der Schlot wird 2011 oder 2012 saniert und dann voraussichtlich für rund zehn Jahre den Störchen eine Heimat geben.
Der Ort hat einen aktiven Dorfjugendverein, einen Männergesangverein, einen Obst- und Gartenbauverein, einen Schützenverein und einen Posaunenchor.
Teile seiner Jugend verbrachte der Weißenburger Gelehrte Johann Alexander Döderlein im späten 17. Jahrhundert in Trommetsheim. 1895 wurde der Lehrer und nationalsozialistische Politiker Adolf Meyer (NSDAP-Ortsgruppengründer und Gemeinderat in Wilhermsdorf, Gauredner und Kreisleiter des Bezirks Neustadt an der Aisch) in Trommetsheim geboren.